# Amalasuntha (krater)
Amalasuntha är en nedslagskrater med en diameter på ungefär 15 kilometer, på planeten Venus. Amalasuntha har fått sitt namn efter den ostrogotiska drottningen Amalasuntha.